# Станіславово (Леґьоновський повіт)
Станіславово (пол. Stanisławowo) — село в Польщі, у гміні Сероцьк Леґьоновського повіту Мазовецького воєводства.
Населення — 158 осіб (2011).
У 1975-1998 роках село належало до Варшавського воєводства.

## Демографія
Демографічна структура станом на 31 березня 2011 року:
|          | Загалом | Допрацездатний вік | Працездатний вік | Постпрацездатний вік |
| -------- | ------- | ------------------ | ---------------- | -------------------- |
| Чоловіки | 86      | 22                 | 56               | 8                    |
| Жінки    | 72      | 15                 | 45               | 12                   |
| Разом    | 158     | 37                 | 101              | 20                   |